# Полетти, Фабрицио
Фабри́цио Поле́тти (итал. Fabrizio Poletti; род. 13 июля 1943, Бондено, Феррара) — итальянский футболист, игравший на позиции защитника.

## Карьера

### Клубная
Выступал за клубы «Асти», «Торино», «Кальяри» и «Сампдорию», больше всего игр провёл в «Торино».
В 1961 году он был приобретен Турином, который отдал его в аренду в «Асти» на сезон. Он был главным игроком команды Пьемонте. С клубом выиграл два Кубка Италии, в 1968 и 1971.
Вечером 15 октября 1967 года в Турине пересекая улице Corso Re Umberto вместе со своим коллегой по клубу Джиджи Мерони попал в автокатастрофу, в которой он был ранен в ногу, а его товарищ погиб.
9 июля 1971 года был нанят «Кальяри». Летом 1974 года перешел в Сампдорию, где он отыграл 5 матчей в высшей лиге в сезоне 1974/75.

### В сборной
В сборной играл с 1965 года, хотя ещё в 1963 году получил золотые медали Средиземноморских игр. Серебряный призёр чемпионата мира 1970.

## Достижения
- Обладатель Кубка Италии: 1967/68, 1970/71